# 大塚・帝京大学駅

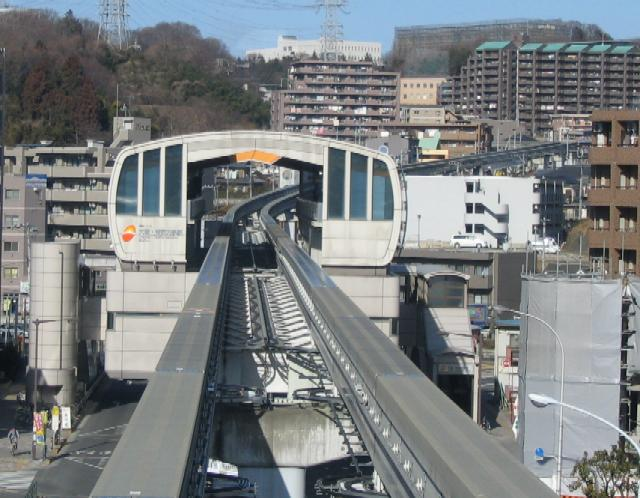
多摩センター方面から進入中の車両から撮影

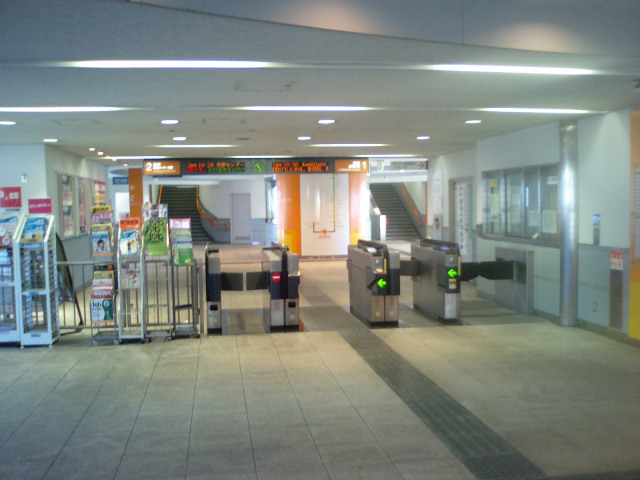
改札口

大塚・帝京大学駅（おおつか・ていきょうだいがくえき）は、東京都八王子市大塚にある多摩都市モノレール線の駅。駅名は地名および付近にある帝京大学八王子キャンパスに由来する。駅番号はTT03。

## 歴史
- 2000年（平成12年）1月10日：立川北 - 多摩センター間延伸に伴い、当駅が開業。

## 駅構造
相対式ホーム2面2線を有する高架駅。

### のりば
| 番線 | 路線                 | 行先             |
| ---- | -------------------- | ---------------- |
| 1    | 多摩都市モノレール線 | 上北台方面       |
| 2    | 多摩都市モノレール線 | 多摩センター方面 |

## 利用状況
2022年度の1日平均乗車人員は3,923人である。開業以来の1日平均乗車人員推移は下記の通り。
| 年度               | 1日平均 乗車人員 | 1日平均 乗降人員 | 出典       |
| ------------------ | ---------------- | ---------------- | ---------- |
| 1999年（平成11年） | 1,443            | 2,768            | [ モノ 2 ] |
| 2000年（平成12年） | 2,611            | 5,038            | [ モノ 2 ] |
| 2001年（平成13年） | 3,454            | 6,653            | [ モノ 2 ] |
| 2002年（平成14年） | 3,575            | 6,860            | [ モノ 2 ] |
| 2003年（平成15年） | 3,419            | 6,567            | [ モノ 2 ] |
| 2004年（平成16年） | 3,178            | 6,072            | [ モノ 2 ] |
| 2005年（平成17年） | 3,165            | 6,032            | [ モノ 2 ] |
| 2006年（平成18年） | 3,197            | 6,094            | [ モノ 2 ] |
| 2007年（平成19年） | 3,355            | 6,491            | [ モノ 2 ] |
| 2008年（平成20年） | 3,492            | 6,721            | [ モノ 2 ] |
| 2009年（平成21年） | 3,609            | 6,947            | [ モノ 2 ] |
| 2010年（平成22年） | 3,700            | 7,100            | [ モノ 2 ] |
| 2011年（平成23年） | 3,620            | 6,992            | [ モノ 2 ] |
| 2012年（平成24年） | 3,703            | 7,125            | [ モノ 2 ] |
| 2013年（平成25年） | 3,751            | 7,220            | [ モノ 2 ] |
| 2014年（平成26年） | 3,692            | 7,071            | [ モノ 2 ] |
| 2015年（平成27年） | 3,844            | 7,334            | [ モノ 2 ] |
| 2016年（平成28年） | 3,783            | 7,192            | [ モノ 2 ] |
| 2017年（平成29年） | 3,863            | 7,335            | [ モノ 3 ] |
| 2018年（平成30年） | 3,860            | 7,330            | [ モノ 4 ] |
| 2019年（令和元年） | 3,917            | 7,475            | [ モノ 5 ] |
| 2020年（令和02年） | 2,296            | 4,411            | [ モノ 6 ] |
| 2021年（令和03年） | 3,238            | 6,256            | [ モノ 1 ] |
| 2022年（令和04年） | 3,923            | 7,534            | [ モノ 1 ] |

## 駅名決定の経緯
駅の真下を通る街道名から取った仮称「野猿街道駅」として計画され、工事段階の仮称は所在地の八王子市大塚から採った「大塚駅」とされていた。
当初、隣の駅が仮称「東中野駅」（現：中央大学・明星大学駅）で帝京大学は大学の名称を駅名に取り入れる事を主張していたが、キャンパスと当駅の所在地はどちらも大塚に位置する事から、仮称「東中野駅」を隣の駅である中央大学・明星大学駅へ譲り、当駅に大学名を入れて欲しいとの要望があった。結局、東京都豊島区にあるJR山手線大塚駅との誤認を防ぐことから、仮称の大塚と帝京大学をあわせた現在の駅名となった。多摩都市モノレール側は当初から「大塚駅」として公示する予定で準備も進めていたが、直前になって突然帝京大学側から「『帝京大学駅』にして欲しい」との要望があったことから併記の形となった。
キャンパス敷地に隣接した場所に立地する中央大学・明星大学駅とは異なり、当駅から帝京大学までは徒歩で約15分を要する。聖蹟桜ヶ丘駅・高幡不動駅・多摩センター駅から大学構内まで急行便を含む路線バスが直通しており、大学へのアクセスとしてはやや利便性に欠ける。ただし駅の近くに無料駐輪場があり、当駅から自転車通学する学生も多い。現在は後述する「堰場」停留所より帝京大学へ向かうバスが停車するようになり、以前よりは利便性は改善されている。

## 駅周辺

帝京大学八王子キャンパス

- 帝京大学八王子キャンパス
- 大塚・帝京大学駅前郵便局
- オーケー多摩大塚店
- 東京都道20号（野猿街道）
- 東京都道156号町田日野線
- ホテル野猿

## バス路線
駅のすぐ北側に堰場交差点があり、その周囲に「堰場」停留所がある。多摩都市モノレールとの乗り換えが可能である事を示すために、2010年（平成22年）から停留所や車内放送において「堰場（モノレール駅入口）」と表記されるようになった。
以下の路線が京王バスによって運行されている。
東方向
- 多16：帝京大学構内
- 多18：多摩センター駅
- 桜80・桜83・桜88：聖蹟桜ヶ丘駅

西方向
- 多13：中央大学（東中野経由）
- 豊32：豊田駅南口（東中野・中央大学経由）
- 豊33：豊田駅南口（明星大学南・中央大学経由）
- 桜80：南大沢駅（由木折返場経由）
- 桜83：由木折返場
- 桜88：京王堀之内駅

南方向
- 多13・多16・多18・豊32・豊33：多摩センター駅

## 隣の駅
多摩都市モノレール
 多摩都市モノレール線
中央大学・明星大学駅 (TT04) - 大塚・帝京大学駅 (TT03) - 松が谷駅 (TT02)